# Iubită
O iubită sau prietenă este o femeie care este o prietenă, cunoștință sau parteneră a vorbitorului, de obicei o parteneră de sex feminin cu care se are o relație platonică, romantică sau sexuală. Într-un context romantic, aceasta semnifică în mod normal o relație angajată în care indivizii nu sunt căsătoriți. Alte titluri, precum „soție” sau „partener”, indică de obicei că persoanele sunt căsătorite legal.
Termenul analog pentru bărbați este „iubit”.

## Domeniul de aplicare
Partenerii în relații angajate sunt, de asemenea, uneori descriși ca „parteneri semnificativi” sau pur și simplu „parteneri”, în special dacă indivizii coabiteză.
Distincțiile între termenii „prietenă” și „parteneră” pot varia semnificativ în funcție de percepțiile individuale. Modul în care termenul este utilizat va fi determinat în cele din urmă de preferințele personale.
În 2005, un studiu realizat pe 115 persoane cu vârste cuprinse între 21 și 35 de ani, care trăiau sau au trăit cu un partener romantic, a observat că lipsa termenilor adecvați poate duce la situații stânjenitoare, cum ar fi o persoană supărată că nu a fost prezentată într-o situație socială pentru a evita întrebările legate de relația sa.
Există o anumită ambiguitate între termenii „prietenă” (în engleză girl friend) și „iubită” (în engleză girlfriend). Tranziția între cele două este un aspect semnificativ al dezvoltării adolescenților.
Ambele forme „girlfriend” și „girl friend” sunt folosite de diferite persoane pentru a semnifica lucruri diferite. De exemplu, atunci când termenul „girlfriend” este folosit de o femeie pentru o altă femeie într-un context non-sexual, non-romantic, forma cu două cuvinte „girl friend” este uneori folosită pentru a evita confuzia cu sensul sexual sau romantic. În acest sens, „girlfriend” poate desemna prieteni foarte apropiați fără conotații sexuale, cu excepția cazului în care se referă la femei lesbiene, bisexuale sau pansexuale. Termenul „girlfriend” este utilizat și în comunitățile LGBT și se poate referi la persoane de orice sex sau sexualitate.
Termenul „girlfriend” nu implică neapărat o relație sexuală, dar este adesea folosit pentru a se referi la o fată sau o femeie care se întâlnește cu o persoană cu care nu este logodită, fără a indica dacă are relații sexuale cu aceasta. Având în vedere așteptările diferite privind obiceiurile sexuale, termenul „întâlnire” poate implica o activitate romantică, în timp ce simpla utilizare a termenului „prietenă” ar evita probabil implicarea unei astfel de intimități. În esență, este echivalent cu termenul „sweetheart” (dragă), care a fost folosit și ca termen de afecțiune. O relație similară în care nu există exclusivitate este denumită uneori prin termeni precum prieten cu beneficii.

### Ghiduri de stil
Începând cu 2007, ghidul de stil al The New York Times a descurajat utilizarea termenului „girlfriend” pentru un partener romantic adult: „Companion este un termen potrivit pentru un partener necăsătorit de același sex sau de sex opus.” The Times a primit unele critici pentru că s-a referit la Shaha Riza⁠(d) ca „iubita” președintelui Băncii Mondiale, Paul Wolfowitz, într-un articol despre controversa legată de relația lor. Alte articole din Times s-au referit la ea ca la „însoțitoarea” lui Wolfowitz.
Cu toate acestea, ediția din 2015 a Manualului de stil al New York Times afirmă că opinia conform căreia termenul „girlfriend” este informal este acum relegată în domeniul tradiționalismului și că a devenit acceptată utilizarea termenilor „girlfriend” și „boyfriend” pentru a descrie persoane de toate vârstele (ținând cont de preferințele persoanelor implicate) este acceptată.

## Istoricul utilizării

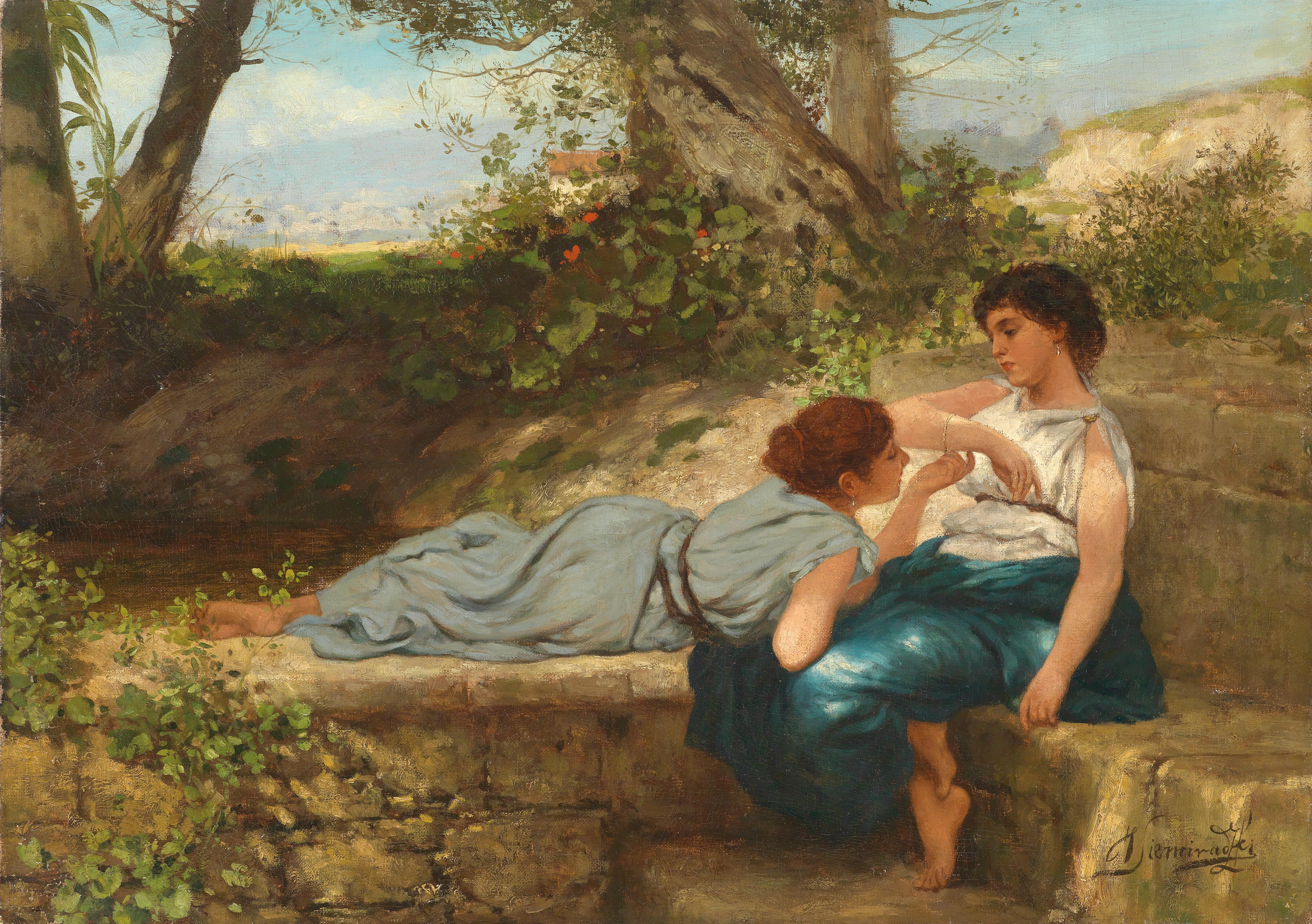
Conversația lui Henryk Siemiradzki, reprezentând un cuplu de lesbiene.

Conform Oxford English Dictionary, primul sens al cuvântului „girlfriend”, documentat din 1859, era acela de a desemna „o prietenă; în special prietena apropiată a unei femei”. Se făcea astfel o distincție față de simplul termen „prieten/friend”, care era folosit de femei pentru a desemna un pretendent sau un companion masculin. La sfârșitul anilor 1800, termenul a căpătat sensul de „o femeie cu care o persoană are o relație romantică sau sexuală”.

## Termeni înrudiți
- O femeie angajată într-o relație extraconjugală cu un bărbat căsătorit este adesea considerată „amantă”.[10]
- Cuvântul „doamnă” este încă o formă respectuoasă de adresare, dar a avut conotații sexuale încă din secolul al XVIII-lea și a fost folosit pentru a se referi la proprietarul unui bordel.[10]
- Termeni de afecțiune adresați femeilor fără necesitatea unei relații romantice includ: „dragă”, etc.[11]

- Utilizatorii argoului pe internet și ai mesajelor text scurtează adesea „girlfriend” la inițiala „gf”.[12]

- De asemenea, se aplică termeni care nu discriminează sexul (de exemplu: iubită, iubire adevărată, curtezan, admiratoare).

## Distincția între "prietenă" și "lady friend"
Un concept similar dar nu echivalent este cel al termenului ambiguu „lady friend”, care se referă la o parteneră de sex feminin ce poate fi mai puțin decât o prietenă dar potențial mai mult decât atât. Aceasta sugerează că relația nu este neapărat platonică și nici exclusiv serioasă sau angajată pe termen lung. Termenul evită implicațiile sexuale evidente asociate cu denumirea unei femei ca fiind „amanta” sau „iubirea” cuiva. De asemenea, poate fi folosit atunci când cineva nu cunoaște statutul exact al unei femei asociate unui bărbat. De exemplu, titlurile tabloidelor notează adesea că o celebritate a fost văzută cu o nouă „lady friend”. Acest termen poate fi utilizat și pentru a desemna o relație romantică cu o femeie mai în vârstă atunci când termenul „fată/girl”, ca în cazul lui „girlfriend”, poate fi considerat nepotrivit vârstei.